# Abdoulaye Diallo (cầu thủ bóng đá, sinh 1996)
Abdoulaye Diallo (sinh ngày 15 tháng 1 năm 1996) là một cầu thủ bóng đá người Sénégal thi đấu cho câu lạc bộ Hồng Lĩnh Hà Tĩnh.